# Atak UPA na Włodzimierzec
Atak UPA na Włodzimierzec – pierwsza akcja Ukraińskiej Powstańczej Armii przeciwko Niemcom, zorganizowana przez sotnię Hryhorija Perehijniaka ps. „Dowbeszka-Korobka”. Atak miał miejsce w nocy z 7 na 8 lutego 1943 roku. 

## Tło ataku
Oddział „Dowbeszki-Korobki” był jednym z pierwszych faktycznych oddziałów UPA, wcześniej prowadzono jedynie szkolenia przyszłych partyzantów oraz grupy patrolowe. Pismo UPA „Do Zbroji” (pol. Do broni) określa zgrupowanie to jako pierwszą sotnię UPA. Została ona utworzona na polecenie Iwana Łytwynczuka ps. „Dubowyj” z połączenia kilku oddziałów SKW. 
Nie jest ustalone, dlaczego UPA wybrała jako cel akcji właśnie posterunek we Włodzimiercu. Istnieje relacja, że partyzanci chcieli uwolnić z niego aresztowanego działacza OUN-B, nieznanego z nazwiska Ukraińca ps. „Dibrowa”.

## Atak
Sotnia „Dowbeszki-Korobki” zaatakowała posterunek w nocy z 7 na 8 lutego 1943. Partyzanci byli uzbrojeni w rewolwery, pistolety maszynowe, jednak wielu posiadało jedynie siekiery, noże lub piki. Walka o posterunek trwała około dwóch godzin, partyzanci zdobyli budynek broniony przez Kozaków z policji pomocniczej oraz niemiecką żandarmerię. W swoich oficjalnych danych UPA podawała informację o zabiciu 7 ludzi, Ewa i Władysław Siemaszko podają informacje o 4 zabitych w czasie walki i 6 jeńcach, którzy po przesłuchaniu również zostali zabici siekierami. Funkcjonują również wspomnienia członka sotni, który twierdził, że w czasie ataku oddział „Dowbeszki-Korobki” schwytał 19 osób i zabił 63. Informacje te są wyraźnie zawyżone. Nie jest również jednoznacznie ustalone, jakie siły broniły posterunku – było to najpewniej kilkadziesiąt osób. 
Po zdobyciu posterunku we Włodzimiercu oddział „Dowbeszki-Korobki” skierował się ku polskiej kolonii Parośla I, gdzie dokonał zbrodni na polskiej ludności cywilnej. Zginęło w niej od 149 do 173 osób.